# 오버잘츠베르크

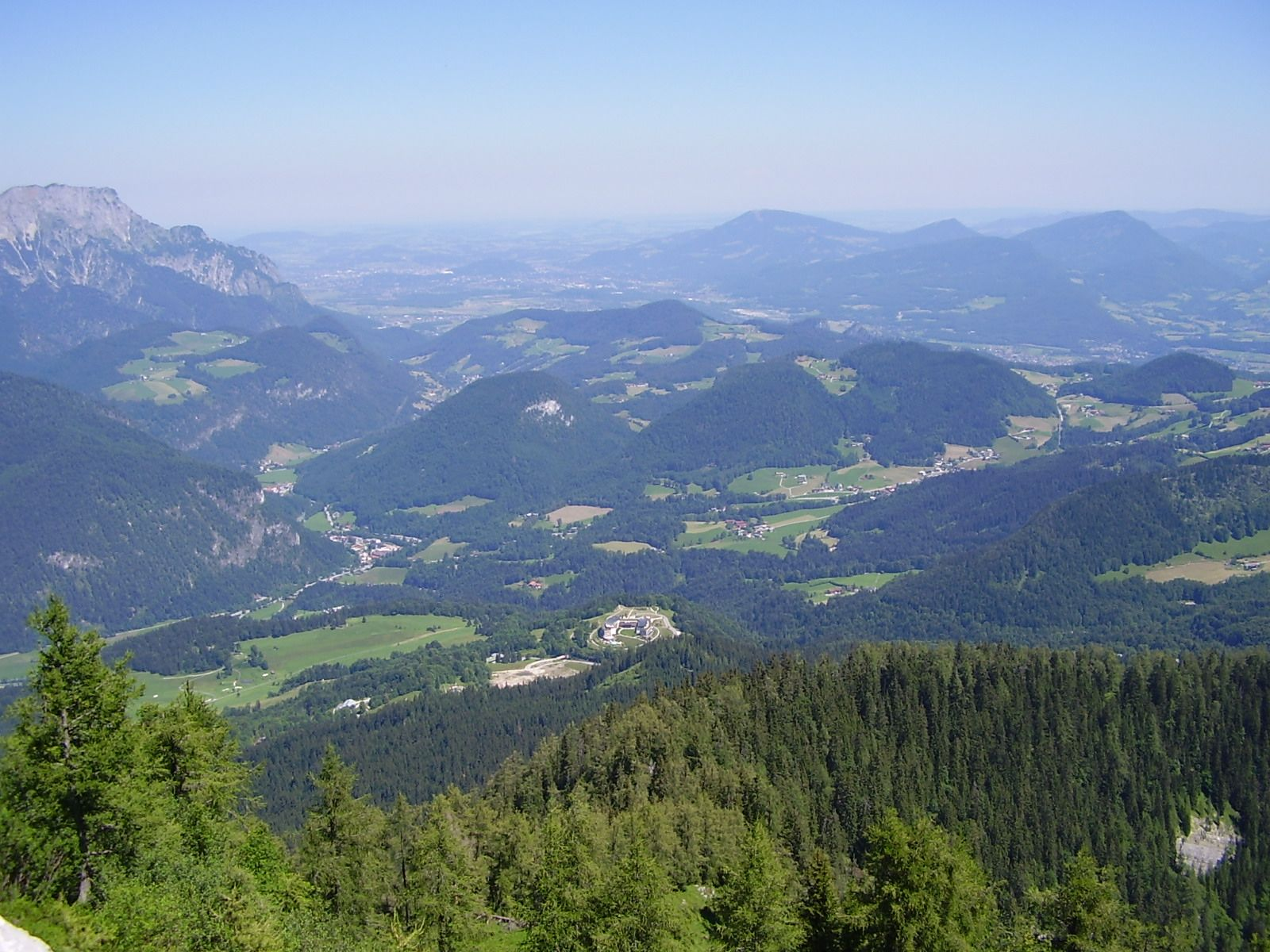
오버잘츠베르크

오버잘츠베르크(독일어: Obersalzberg)는 독일 바이에른주에 위치한 산이다.